# Downtown Berkeley (BART)
Downtown Berkeley es una estación en las líneas Richmond–Fremont y Richmond–Millbrae del BART. La estación se encuentra localizada en 2160 Shattuck Avenue en Berkeley, California. La estación Downtown Berkeley fue inaugurada el 29 de enero de 1973. El Distrito de Transporte Rápido del Área de la Bahía es la encargada por el mantenimiento y administración de la estación.

## Descripción
La estación Downtown Berkeley cuenta con 1 plataforma central y 2 vías. 

## Conexiones
La estación es abastecida por las siguientes conexiones de autobuses: 
- Rutas del AC Transit: Rutas 1, 1R*, 7, 12, 18, 25, 49, 51B, 52, 65, 67, 88 (local); 800, 851 (All Nighter); F, FS* (Transbay)
Bear Transit: C, H, P, R, RFS
* - La ruta opera los días de semana solamente